# Pördefölde
Pördefölde község Zala vármegyében, a Lenti járásban, a Zalai-dombság területén, a Göcsejben.

## Fekvése
Pákától keletre fekvő település; közigazgatási területén végighalad a Borsfa-Lenti (Mumor) közti 7537-es út, de a község belterülete tulajdonképpen zsákfalunak tekinthető, mert közúton csak a 75 144-es számú mellékúton érhető el.

## Története
Pördefölde első írásos említése 1389-ből származik, ekkor Perdefeld alakban írták. 1531-ben a 8 jobbággyal rendelkező Horváth Lukács birtokolta, valamint Bánffy Lászlónak is volt itt 7 portája. 1576-ban a törökök felégették a települést. 1589-ben összesen 13 ház állt itt, ebből 6-ot a Bánffy család három tagja, 5-öt Nádasdy Ferenc, míg kettőt Deörsfy Ferenc birtokolt. Miután a Bánffy család kihalt, minden birtok Nádasdy Ferenchez került, akiket azokban felségárulásért elítéltek, ezért végül minden a kamaráé lett. Kismartonban 1694-ben kiadtak egy oklevelet, ami azt tartalmazta, hogy mivel a herceg az „alsólendvai és lenti jószágaihoz tartozó különféle puszta helyek megszállása végett szegény embereitől szüntelenül búsíttatván, elrendelte hogy az efféle pusztai megszállásra szegény embereinek kiadassanak.” Az első gazdát, aki így „megszállta” a birtokot, Tatai Jánosnak hívták.
A Perde-patakon két egykerekű malom működött, a falu határában 40 hold szántó és 25 kocsi szénát adó rét állt az Eszterházyak tulajdonában. A katolikusok által lakott falunak nem volt temetője, ezért Pákán temetkeztek. A többnyire boronafalú, keresztvéges, szelemenes-ollószáras tetőszerkezetű, zsúppal fedett épületek régen kizárólag fából készültek.
Pördeföldéhez tartozott két puszta, Kúria és Kámaháza is.

## Közélete

### Polgármesterei
- 1990–1994: Cseresnyés Zoltán (független)[4]
- 1994–1998: Cseresnyés Zoltán (független)[5]
- 1998–2002: Cseresnyés Zoltán (független)[6]
- 2002–2006: Cseresnyés Zoltán (független)[7]
- 2006–2010: Horváth Józsefné (független)[8]
- 2010–2014: Horváth Józsefné (független)[9]
- 2014–2019: Horváth Józsefné (független)[10]
- 2019–2024: Horváth Józsefné (független)[11]
- 2024– : Horváth Józsefné (független)[1]

## Népesség
A település népességének változása:
| Lakosok száma | 52   | 57   | 59   | 52   | 65   | 66   | 67   |
|               | 2013 | 2014 | 2015 | 2021 | 2022 | 2023 | 2024 |

A 2011-es népszámlálás idején a nemzetiségi megoszlás a következő volt: magyar 96%. A lakosok 69,8%-a római katolikusnak, 9,4% felekezeten kívülinek vallotta magát (13,2% nem nyilatkozott).
2022-ben a lakosság 89,2%-a vallotta magát magyarnak, 7,7% németnek, 3,1% egyéb, nem hazai nemzetiségűnek (10,8% nem nyilatkozott; a kettős identitások miatt a végösszeg nagyobb lehet 100%-nál). Vallásuk szerint 58,5% volt római katolikus, 24,6% felekezeten kívüli (16,9% nem válaszolt).

## Nevezetességei
- Itt született Márfi Gyula veszprémi érsek (1943).